# Príncipe das Astúrias
Príncipe de Astúrias ou Príncipe das Astúrias (em castelhano: Príncipe de Asturias) é um título da casa real de Espanha, atribuído ao herdeiro (presuntivo ou aparente) da Coroa. Antes da Unificação espanhola, o título era reservado ao herdeiro da Coroa de Castela. Atualmente, Leonor de Bourbon e Ortiz - filha primogênita de Filipe VI - ostenta o título de Princesa das Astúrias como herdeira presuntiva de seu pai desde a coroação deste como Rei de Espanha em 2014.
O título tem sua origem em 1388, quando João I de Castela concedeu esta dignidade — que implicava também senhorio o respectivo território homônimo — a seu filho mais velho Henrique e sua esposa, Catarina de Lencastre. Na tentativa de superar a disputa dinástica entre as casas castelhanas de Borgonha e Trastâmara, recorreu-se ao principado, senhorio territorial do mais alto grau entre os pares hispânicos. Neste período, o ato de designar o título de mais alto grau no pariato ao herdeiro da monarquia já era uma tradição em Aragão (Príncipe de Girona), Inglaterra (Príncipe de Gales) e na França (Delfim de França). O título, portanto, foi aplicado de duas maneiras: genérico para nomear o herdeiro castelhano e específico para indicar o primeiro Infante na linha de sucessão quando o monarca transmitiu efetivamente o território do principado, com seu governo e seus rendimentos.
Com a união dinástica entre Castela e Aragão, o título foi incorporado aos generais da monarquia e príncipe herdeiro acumulou os títulos de Príncipe das Astúrias, de Girona, de Viana, de Espanha e do Novo Mundo, sendo titulado já na era da Espanha dos Habsburgo como "príncipe destes reinos, príncipe das Espanhas e do Novo Mundo". A partir de 1705, com a ascensão da Casa de Bourbon, o título foi promovido como resultado da ajuda decisiva de Castela aos Bourbon na Guerra da Sucessão Espanhola. No início do século XIX, o primeiro projeto constitucional conservou habitualmente o título do herdeiro da Coroa, que foi reduzido em dignidade nas constituições espanholas seguintes. Após várias alterações nas sucessivas constituições, o título foi restaurado em grau e dignidade pela Constituição espanhola de 1978.
Regulados por o decreto real desde 1977, os títulos históricos dos herdeiros dos diferentes reinos de Espanha são:
- Príncipe das Astúrias, como herdeiro dos Reinos de Castela e de Leão, com origem no ano de 1388.
- Príncipe de Girona, como herdeiro do Reino de Aragão, com origem em 1351 (como Duque de Girona e desde 1416 como Príncipe de Girona.)
- Príncipe de Viana, como herdeiro do Reino de Navarra, com origem em 1423.
- Duque de Montblanc, como herdeiro do Principado de Catalunha, com origem em 1387.
- Conde de Cervera, como herdeiro do Reino de Valencia, com origem em 1351.
- Senhor de Balaguer, como herdeiro do Reino de Maiorca, com origem em 1413.

Por meio da fundação homónima, cuja presidência ostenta, se entregam anualmente os prestigiosos Prêmio Príncipe das Astúrias em um solene acto em Oviedo, capital do Principado das Astúrias.

## História
Os senhorios jurisdicionais, formas de governo – não de propriedade ou posse, que se consolidaram nos séculos XIV e XV – eram sub-rogações do poder régio para a administração das vilas, geralmente aquelas com dificuldades geográficas ou estruturais que geravam renda. A partir do reinado de Afonso XI, os governantes criaram estes senhorios para dar aos seus aliados uma forma adequada de manter sua posição e poder governar e administrar áreas que, de outra forma, eram difíceis de administrar pela monarquia tradicional. 

### Condados de Noreña e Gijón

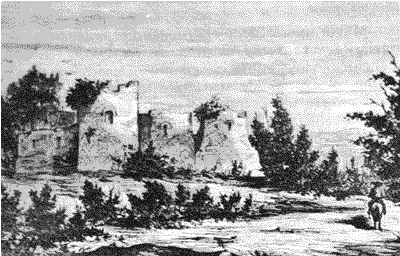
O Castelo de Noronha é um dos locais históricos de origem da monarquia hispânica.

As origens do Principado das Astúrias remontam aos condados de Noronha e Gijón, territórios dotados de jurisdição senhorial que pertenciam a Rodrigo Álvarez, que passou a adotar o sufixo "das Astúrias". Esses senhorios apresentavam uma singularidade extraordinária: eram territórios que em tempos remotos tornaram-se o Reino das Astúrias, identificado com as origens da monarquia espanhola.
Ao morrer sem descendência em 1333, Rodrigo Álvarez legou sua propriedade à Henrique de Trastâmara. Durante o reinado de Pedro I, "uma verdadeira guerra civil" eclodiu nas Astúrias de Oviedo porque um grupo de cavaleiros instalados em pequenos domínios acreditava que a consolidação dos "estados" que estavam sendo ocupados por Henrique, conde de Trastâmara em guerra civil contra Pedro I, isso afetaria seu poder. Henrique, outrora rei, cedeu os condados a seu filho bastardo Afonso Henriques. Durante o reinado de João I, o conde de Noronha e Gijón protagonizou numa série de revoltas que levaram o rei a confiscar o feudo e incorporá-lo à Coroa, prometendo-o por escritura de concórdia de 18 de julho de 1383.

### Principado senhorial

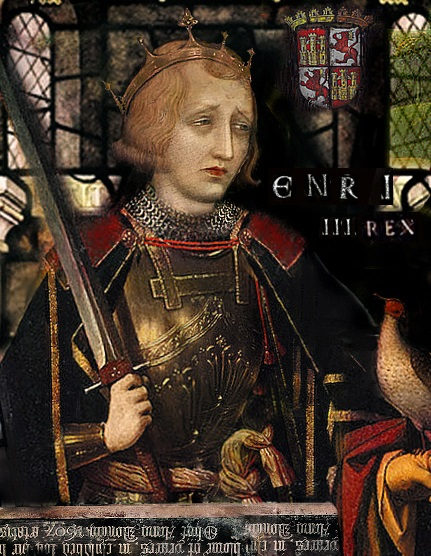
Henrique de Castela (1379-1406) foi o primeiro Príncipe das Astúrias, criado em 1388.

Em 8 de julho de 1388, o Tratado de Baiona foi firmado entre João de Gante e João I de Castela, estabelecendo a reconciliação dinástica após o assassinato de Pedro I. Por este tratado, João de Gante e sua esposa Constança renunciaram aos direitos dinásticos castelhanos em favor do casamento de sua filha Catarina de Lencastre com o filho mais velho de João I, o futuro Henrique III, a quem foi concedido como herdeiro a dignidade de Príncipe das Astúrias. O título foi concedido com certa cerimônia. A morte prematura de João I e a menoridade de Henrique impediram a formação institucional e legal do principado, enquanto Afonso Henriques voltou a reclamar seus direitos sucessórios. Pressionado por aliados do antigo monarca, Afonso Henriques foi levado a julgamento por Carlos VI de França que lhe impôs a devolução dos territórios que possuía nas Astúrias.
Nos primórdios do principado, o título de Príncipe das Astúrias não era apenas um título de honra, pois o território asturiano lhes pertencia como patrimônio. João II finalmente conseguiu em um decreto datado de 3 de março de 1444 a conversão do principado em senhorio jurisdicional, ligando as cidades, vilas e lugares das Astúrias de Oviedo com suas rendas e jurisdições ao patrimônio dos herdeiros da Coroa — tal documento foi eventualmente desrespeitado e ignorado pelos povos asturianos por ser considerado um poder ilimitado dos Reis Católicos.
Embora, tradicionalmente todos os herdeiros da Coroa de Castela tenham sido considerados príncipes das Astúrias, nem todos tiveram um ato formal pelo qual o senhorio jurisdicional foi concedido; consequentemente, a rigor, foram apenas príncipes das Astúrias Henrique entre 1388 e 1390, Henrique entre 1444 e 1453, Isabel entre 1468 e 1474 e, brevemente, João de Trastâmara em 1496. Nos períodos em que nenhum príncipe foi proclamado, o principado não deixava de existir, sendo governado diretamente pelo monarca soberano.
Sob os Reis Católicos iniciou-se uma política de reintegração do património régio, que deu origem a um longo processo no principado, que teve início em 1483 e terminou em 1490 com a assinatura de um acordo pelo qual os Quiñones entregaram as vilas de Cangas, Tineo, Llanes e Ribadesella em troca de cinco milhões de maravedis e as Babias de León. Em 1496, foi feita uma tentativa de revitalizar o principado por carta-régia datada de 20 de maio, na qual os reis, "querendo observar o antigo costume dos seus reinos" — aludindo a Aragão—, concedeu ao Príncipe João a renda e jurisdição dos lugares das Astúrias que passaram a pertencer à Coroa, reservando a maior parte da justiça e a condição de não alienar o patrimônio.

## Príncipes das Astúrias (1388-presente)
| Príncipe               | Príncipe                                  | Monarca                | Período                 | Período                 |
| ---------------------- | ----------------------------------------- | ---------------------- | ----------------------- | ----------------------- |
|                        | Henrique de Castela (1379-1406)           | João I                 | 17 de setemnbro de 1388 | 9 de outubro de 1390    |
|                        | Maria de Castela (1401-1458)              | Henrique III           | 6 de janeiro de 1402    | 6 de março de 1405      |
|                        | João de Castela (1405-1454)               | Henrique III           | 6 de março de 1405      | 25 de dezembro de 1406  |
|                        | Catarina de Castela (1422-1424)           | João II                | Janeiro de 1423         | 10 de setembro de 1424  |
|                        | Leonor de Castela (1423-1425)             | João II                | 1424                    | Abril de 1425           |
|                        | Henrique de Castela (1425-1474)           | João II                | Abril de 1425           | 22 de julho de 1454     |
|                        | Joana de Castela (1462-1530)              | Henrique IV            | 9 de maio de 1462       | 4 de setembro de 1464   |
|                        | Afonso de Castela (1453-1468)             | Henrique IV            | 4 de setembro de 1464   | 5 de junho de 1465      |
|                        | Isabel de Castela (1451-1504)             | Henrique IV            | 19 de setembro de 1468  | 25 de outubro de 1470   |
| 13 de setembro de 1474 | Isabel de Castela (1451-1504)             | Henrique IV            | 19 de setembro de 1468  |                         |
|                        | Joana de Castela (1462-1530)              | Henrique IV            | 25 de setembro de 1470  | 30 de maio de 1475      |
|                        | Isabel de Aragão (1470-1498)              | Isabel I               | Fevereiro de 1476       | 1480                    |
|                        | João de Aragão (1478-1497)                | Isabel I               | 1480                    | 4 de outubro de 1497    |
|                        | Isabel de Aragão (1470-1498)              | Isabel I               | 7 de abril de 1498      | 23 de agosto de 1498    |
|                        | Miguel da Paz (1498-1500)                 | Isabel I               | Janeiro de 1499         | 20 de julho de 1500     |
|                        | Joana de Aragão (1479-1555)               | Isabel I               | 22 de maio de 1502      | 26 de novembro de 1504  |
|                        | Carlos de Áustria (1500-1558)             | Joana de Castela       | 1506                    | 14 de março de 1516     |
|                        | Felipe de Áustria (1527-1598)             | Carlos I               | 19 de abril de 1528     | 16 de janeiro de 1556   |
|                        | Carlos de Áustria (1545-1568)             | Felipe II              | 1560                    | 24 de julho de 1568     |
|                        | Fernando de Áustria (1571-1578)           | Felipe II              | 31 de maio de 1573      | 18 de outubro de 1578   |
|                        | Diego de Áustria (1575-1582)              | Felipe II              | 1580                    | 21 de novembro de 1582  |
|                        | Felipe de Áustria (1578-1621)             | Felipe II              | 11 de novembro de 1584  | 13 de setembro de 1598  |
|                        | Felipe de Áustria (1605-1665)             | Felipe III             | 1608                    | 31 de março de 1621     |
|                        | Baltasar Carlos de Áustria (1629-1646)    | Felipe IV              | 7 de março de 1632      | 9 de outubro de 1646    |
|                        | Felipe Próspero de Áustria (1657-1661)    | Felipe IV              | 28 de novembro de 1657  | 1 de novembro de 1661   |
|                        | Carlos de Áustria (1661-1700)             | Felipe IV              | 6 de novembro de 1661   | 17 de setembro de 1665  |
|                        | Luís de Bourbon (1707-1724)               | Felipe V               | 7 de abril de 1709      | 15 de janeiro de 1724   |
|                        | Fernando de Bourbon (1713-1759)           | 25 de novembro de 1724 | 9 de julho de 1746      |                         |
|                        | Carlos de Borbón (1748-1819)              | Carlos III             | 19 de julho de 1760     | 14 de dezembro de 1788  |
|                        | Fernando de Borbón (1784-1833)            | Carlos IV              | 23 de septembro de 1789 | 19 de março de 1808     |
|                        | Isabel de Bourbon (1830-1904)             | Fernando VII           | 13 de outubro de 1830   | 29 de setembro de 1833  |
| 20 de junho de 1833    | Isabel de Bourbon (1830-1904)             | Fernando VII           |                         | 29 de setembro de 1833  |
|                        | Isabel de Bourbon (1851-1931)             | Isabel II              | 20 de dezembro de 1851  | 28 de novembro de 1857  |
|                        | Afonso de Bourbon (1857-1885)             | Isabel II              | 28 de novembro de 1857  | 25 de junho de 1870     |
|                        | Emanuel Felisberto de Saboia (1869-1931)  | Amadeu I               | 2 de janeiro de 1871    | 11 de fevereiro de 1873 |
|                        | Isabel de Bourbon (1851-1931)             | Afonso XII             | 14 de janeiro de 1875   | 22 de agosto de 1880    |
|                        | Maria das Mercedes de Bourbon (1880-1904) | Afonso XII             | 10 de março de 1881     | 17 de outubro de 1904   |
| Afonso XIII            | Maria das Mercedes de Bourbon (1880-1904) |                        | 10 de março de 1881     | 17 de outubro de 1904   |
|                        | Afonso de Bourbon (1907-1938)             | 10 de maio de 1907     | 11 de junho de 1933     |                         |
|                        | João de Bourbon (1913-1993)               | 11 de junho de 1933    | 15 de janeiro de 1941   |                         |
|                        | João Carlos de Bourbon (1938-)            | João de Bourbon        | 15 de janeiro de 1941   | 22 de novembro de 1975  |
|                        | Filipe de Bourbon (1968-)                 | João Carlos I          | 21 de janeiro de 1977   | 19 de junho de 2014     |
|                        | Leonor de Bourbon (2005-)                 | Filipe VI              | 19 de junho de 2014     | Incumbente              |